# Hombleux
Hombleux är en kommun i departementet Somme i regionen Hauts-de-France i norra Frankrike. Kommunen ligger i kantonen Nesle som tillhör arrondissementet Péronne. År 2022 hade Hombleux 1 119 invånare.

## Befolkningsutveckling
Antalet invånare i kommunen Hombleux
| Referens: INSEE |